# Aoi Takeshi
Takeshi Aoi (sinh ngày 5 tháng 8 năm 1977) là một cầu thủ bóng đá người Nhật Bản.

## Sự nghiệp câu lạc bộ
Takeshi Aoi đã từng chơi cho FC Tokyo.